# Compton Swap Meet
El Compton Swap Meet (oficialmente Compton Fashion Center) fue un mercadillo de intercambio en interiores que vendía la música de los primeros artistas de gangsta rap. Wan Joon Kim comenzó a vender discos de este género en su puesto, Cycadelic Records, en la década de 1980. Se le conoció como el «padrino del gangsta rap».
Kim, un desertor norcoreano que había emigrado a Los Ángeles en 1976, comenzó a vender en mercadillos de intercambio para ganar dinero. Después de que un grupo de vendedores ambulantes coreanos fundaran el Compton Swap Meet en 1985, Kim abrió un puesto. Comenzó a vender música hip-hop y fue uno de los primeros en vender discos de gangsta rap, haciéndose amigo de raperos. Fue uno de los primeros en vender música de N.W.A.. El mercadillo apareció en el vídeo musical de «California Love» de 2Pac y Dr. Dre. El negocio de Kim siguió siendo popular durante la década de 1990. Kim murió en 2013 y su hijo continuó con el negocio como sello discográfico. El edificio cerró en 2015.

## Historia
Wan Joon Kim nació en Chōsen, en lo que hoy es Corea del Norte, entre 1933 y 1934. Tras la liberación y división de la península, huyó de Corea del Norte en un barco pesquero en 1950. Él y su esposa, Boo Ja, emigraron a los Estados Unidos en 1976 y se unieron a una ola temprana de inmigrantes coreanos en Los Ángeles. Comenzó a vender artículos en reuniones de intercambio como fuente de ingresos, inicialmente vendiendo broches para el cabello. Kim se interesó en la música hip hop al ver la popularidad de un vendedor de CD del género en el mercado al aire libre Roadium en Torrance.
El Compton Fashion Center fue fundado en 1985 por seis vendedores de mercadillos coreanos. Fue el primer encuentro de intercambio en interiores del sur de California. Los vendedores compraron una antigua tienda Sears en Compton, California, por 2,8 millones de dólares y gastaron otros 1,4 millones para convertirla en un mercado de intercambio con 350 puestos. Estaba cerca de los grandes intercambios Roadium y Paramount, y estaba dirigido a un grupo demográfico negro e hispano. Kim fue el tercer vendedor en alquilar un puesto en el mercado. Alquiló un puesto junto a la entrada del edificio por 500 dólares al mes.
Un mayorista de música recomendó que Kim vendiera música afroamericana, como el hip-hop. El gangsta rap era un género oscuro que pocas tiendas vendían debido a sus referencias a la violencia y al consumo de drogas. Kim era un fanático de la música clásica y necesitaba que su hija lo ayudara a entender el inglés utilizado en las canciones de gangsta rap, pero le gustaba vender discos de ese género. Wan Joon y Boo Ja Kim establecieron conexiones con raperos locales, quienes los llamaban «Pops» y «Mama». Mientras los raperos distribuían música dentro de la comunidad sin sellos discográficos, Kim se convirtió en el primero en vender muchos de sus lanzamientos. Obtuvo importantes beneficios del negocio.
El vendedor contaba con artistas como Ice Cube y Eazy-E, quienes formaron el grupo N.W.A.. Kim era el único vendedor de los primeros lanzamientos de NWA, que frecuentemente se agotaban. Fue uno de los primeros vendedores del primer álbum del grupo, Straight Outta Compton. El grupo destacó el Compton Swap Meet en un episodio de 1989 de Yo! MTV Raps. El vídeo musical de «California Love» (1995), de 2Pac y Dr. Dre, fue filmado en el Compton Swap Meet.
A pesar de las tensiones entre afroestadounidenses y coreanos durante los disturbios de Los Ángeles de 1992, Kim mantuvo sus conexiones con la comunidad. Le contó a Los Angeles Times: «La mayoría de mis clientes eran pandilleros y traficantes de drogas, así que construí una amistad con ellos». En la década de 1990, la demografía de Compton cambió y había menos gente negra, y el gangsta rap ganó popularidad mundial. Cycadelic Records continuó vendiendo música a personas de todo el sur de California.
El hijo de Kim, Kirk, estuvo a cargo de Cycadelic en 2012. Vendió música gangsta rap chicana y comenzó a vender en línea. Kim padre trabajaba en el puesto una vez por semana. Kim murió el 13 de marzo de 2013 a causa de un cáncer. El Compton Fashion Center cerró en enero de 2015 y fue reemplazado por una tienda Walmart. Cycadelic se trasladó al otro lado de la calle. Kirk Kim convirtió el negocio en un sello discográfico en abril de 2016, contratando raperos coreanos.

## Legado
Kim se hizo conocido como el «padrino del gangsta rap». Varios raperos han hecho referencia al Compton Swap Meet en sus canciones. Kendrick Lamar presentó el edificio Compton Swap Meet en su video musical de 2015, «King Kunta», junto con otras ubicaciones de Compton. El vídeo muestra brevemente a Lamar bailando en el techo del edificio. Lamar ha dicho que fue al mercadillo de intercambio cuando era niño y que conocer a 2Pac durante el rodaje de «California Love», cuando tenía ocho años, lo inspiró a convertirse en rapero.